# Dawn-Euphemia
Dawn-Euphemia es un municipio canadiense situado en la provincia de Ontario.

## Superficie
Dawn-Euphemia tiene una superficie de 445,14 km².

## Demografía
En 2021, tenía 1968 habitantes, una densidad poblacional de 4,4 hab./km², y 824 viviendas.